# هاميلز هوكسها
هاميلز هوكسها (بالألبانية: Hamels Hoxha‏) هو لاعب كرة قدم ألباني في مركز الدفاع، ولد في 2 يوليو 1992 في ألبانيا. شارك مع منتخب ألبانيا تحت 19 سنة لكرة القدم. أما مع النوادي، فقد لعب مع نادي سكندربيو كورتشه ونادي لاتشي وناسيونال ماديرا.

## وصلات خارجية
- هاميلز هوكسها على موقع الاتحاد الأوربي (الإنجليزية)
- هاميلز هوكسها على موقع قاعدة بيانات كرة القدم.إي يو (الإنجليزية)
- هاميلز هوكسها على موقع Soccerway.com (الإنجليزية)